# Maike Elena Schmidt
Maike Elena Schmidt (* 1988 in Bochum) ist eine deutsche Schauspielerin.

## Leben
Maike Elena Schmidt wuchs in Bochum auf. Erste Bühnenerfahrungen sammelte sie bei Auftritten am Mondpalast in Wanne-Eickel.
Ihre Schauspielstudium absolvierte sie von 2011 bis 2015 an der Hochschule für Schauspielkunst Ernst Busch in Berlin. Erste Theaterengagements erhielt sie bereits während ihrer Ausbildung am Deutschen Theater Berlin und am Ballhaus Ost. Nach dem Studium arbeitete sie als freie Schauspielerin und Sängerin in verschiedenen Produktionen, unter anderem am Deutschen Theater Berlin, an der Staatsoper Berlin und am Berliner Ensemble.
2016 spielte sie am Theater Lübeck die Titelrolle in dem Schauspiel Die bitteren Tränen der Petra von Kant in der Regie von Lucia Bihler. Ab der Spielzeit 2016/17 war sie bis zum Ende der Spielzeit 2017/18 für zwei Spielzeiten festes Ensemblemitglied am Pfalztheater Kaiserslautern. Dort spielte sie unter anderem die Lady Macbeth, die Marianne in Der Geizige, Isa in Tschick und Grace in Dogville.
In der Spielzeit 2018/19 gastierte sie am Staatstheater Mainz in Die Verwirrungen des Zöglings Törleß.
Seit der Spielzeit 2019/20 ist sie festes Mitglied des Schauspielensembles am Staatstheater Mainz. 2019 übernahm sie dort die Hauptrolle der Ulla in der spartenübergreifenden Produktion The Producers. Weitere Rollen am Staatstheater Mainz waren „Die stumme Kathrin“ in Mutter Courage und ihre Kinder, Elisabeth in Glaube Liebe Hoffnung, Audrey in Der kleine Horrorladen, Viola in Shakespeare in Love und Holly in Hannah und ihre Schwestern.
2020 übernahm sie am Prinz Regent Theater in Bochum alle weiblichen Rollen in einer Reigen-Produktion, mit der sie auch am Thalia-Theater in Hamburg gastierte. 2022 gastierte sie am Prinz Regent Theater in der Produktion Peepshow von Marie Brassard, bei der sie auch für die Musik verantwortlich war.
In der Spielzeit 2023/24 übernahm sie am Staatstheater Mainz die Rolle des Romeo in einer cross-gender-besetzten Neuinszenierung von Romeo und Julia. In der Spielzeit 2024/25 ist sie am Staatstheater Mainz als Morticia Addams in dem Musical The Addams Family besetzt.
In der sechsteiligen historischen Miniserie Bonn – Alte Freunde, neue Feinde (2023) spielte sie die polnische Geheimagentin Edda und Geliebte des deutschen Verfassungsschutzagenten Wolfgang Berns (Max Riemelt).
Neben ihrer Tätigkeit als Schauspielerin singt und spielt Maike Elena Schmidt in zwei Bands und realisiert Projekte als Sängerin und Performerin in der freien Theaterszene. Sie lebt in Köln und Mainz.

## Filmografie (Auswahl)
- 2016: Benzínová Pampa (Kurzfilm)
- 2023: Bonn – Alte Freunde, neue Feinde (Fernsehserie, Nebenrolle, 4 Folgen)
- 2023: Unsere wunderbaren Jahre (Fernsehserie, Nebenrolle)